# Gemtuzumab ozogamicin
Il gemtuzumab ozogamicin o Mylotarg nome commerciale, veniva prodotto dalla Wyeth poi Pfizer.
Esso è anticorpo monoclonale immuno-coniugato costituito da una parte
umanizzata associata a una tossina batterica.
L'anticorpo monoclonale agisce contro l'antigene CD33 e veniva utilizzato nella immunoterapia di forme di tumore.
Il gemtuzumab ozogamicin veniva utilizzato nel trattamento della  leucemia mieloide acuta (AML).

Il Mylotarg è stato tolto dal mercato nel 2010, mentre nel 2008 una domanda registrativa veniva respinta dall'EMEA.

### Gemtuzumab ozogamicin
- (EN) John M. Walker e Ralph Rapley, Molecular biomethods handbook, Springer, 2008,  pp. 556–, ISBN 978-1-60327-370-1.
- (EN) James P. Allison e Glenn Dranoff, Cancer Immunotherapy, Academic Press, 2006,  pp. 110–, ISBN 978-0-12-022489-0.
- (EN) Gerald G. Briggs, Roger K. Freeman e Sumner J. Yaffe, Drugs in pregnancy and lactation: a reference guide to fetal and neonatal risk, Lippincott Williams & Wilkins, 2008,  pp. 816–, ISBN 978-0-7817-7876-3.
- (EN) Zhiqiang An, Therapeutic Monoclonal Antibodies: From Bench to Clinic, John Wiley and Sons, 8 settembre 2009,  pp. 832–, ISBN 978-0-470-11791-0.
- (EN) Howard L. Kaufman e Jedd D. Wolchok, General principles of tumor immunotherapy: basic and clinical applications of tumor immunology, Springer, 10 dicembre 2007,  pp. 469–, ISBN 978-1-4020-6086-1.
- (EN) Shuyi Chen e State University of New York at Stony Brook, Tumor-targeting drug delivery system of anticancer agent[collegamento interrotto], ProQuest, 2008,  pp. 38–, ISBN 978-0-549-92619-1.